# Смешанное состояние (психиатрия)

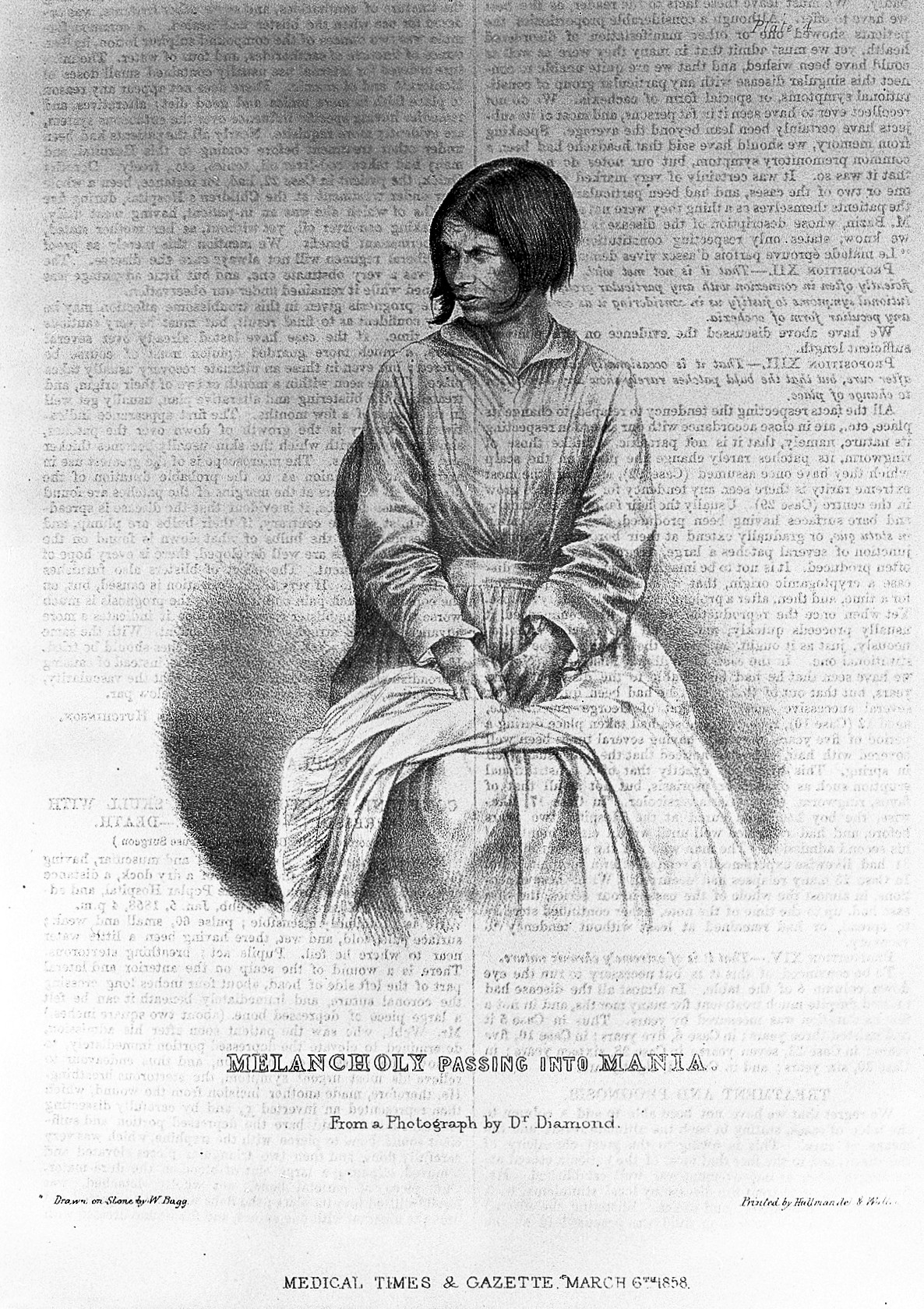
«Меланхолия, переходящая в манию» — иллюстрация, изображающая так называемое «переходное» состояние, которое могут испытывать многие люди со смешанными эпизодами

Смешанное состояние — аффективное состояние, при котором присутствует либо смешение, либо быстрое чередование маниакальных (или гипоманиакальных) и депрессивных симптомов. При смешанном эпизоде оба набора этих симптомов значительно выражены на протяжении большей части эпизода. Смешанные состояния широко распространены в рамках биполярного расстройства и встречаются приблизительно у 40 % пациентов с этим расстройством. Также они могут встречаться при шизоаффективном расстройстве.
В зависимости от преобладающего аффекта смешанные состояния подразделяются на смешанную депрессию и смешанную манию.

## Разновидности смешанных состояний
Смешанные состояния, подобно депрессивным и (гипо)маниакальным, описывают триадой симптомов: если для депрессивного синдрома характерны пониженное настроение, торможение мыслительной деятельности, ослабление побуждений к деятельности вкупе с общим снижением активности, а для маниакального — немотивированное повышение настроения, ускоренный темп течения ассоциативных процессов и усиление побуждений к деятельности вкупе с повышенной активностью, то при смешанном состоянии один из компонентов триады противоположен полюсу эпизода. Так, к смешанным состояниям относятся:
- ажитированная депрессия;
- тревожная депрессия;
- депрессия со скачкой идей;
- заторможенная мания;
- непродуктивная мания;
- дисфорическая мания.

Порой выделяют и другие смешанные состояния — например, ипохондрическую манию, манию со ступором, депрессию с явлениями эмоциональной гиперреактивности. К атипичным смешанным состояниям относят смешанные состояния, которые формируются в результате присоединения к аффективной триаде одного полюса (то есть маниакальной или депрессивной триаде) симптомов, феноменологически родственных противоположному полюсу аффекта: так, к маниакальной триаде могут присоединяться, например, астенические или ипохондрические расстройства.

### В DSM-5
В отличие от МКБ-10, которая не разделяет смешанные состояния по доминирующему аффекту (маниакальному или депрессивному), в DSM-5 выделяются депрессивный эпизод со смешанными чертами и маниакальный эпизод со смешанными чертами. Для диагностики депрессии со смешанными чертами состояние пациента должно соответствовать критериям депрессивного эпизода, и у пациента должны присутствовать три или более симптома мании/гипомании:
1. Приподнятое или экспансивное настроение.
2. Завышенная самооценка или напыщенность.
3. Повышенная разговорчивость или речь с напором.
4. Полёт идей или скачущие мысли.
5. Увеличение энергии или целенаправленной активности.
6. Рискованное поведение.
7. Снижение потребности во сне.

Указанные симптомы должны выявляться бо́льшую часть времени на протяжении депрессивного эпизода. Поведение пациента должно отличаться от обычного, что должно быть заметно окружающим.
Для диагностики маниакального или гипоманиакального эпизода со смешанными чертами состояние пациента должно, согласно DSM-5, соответствовать критериям маниакального или гипоманиакального эпизода, и должны присутствовать хотя бы три из следующих депрессивных симптомов:
1. Выраженная дисфория или подавленное настроение.
2. Психомоторная заторможенность.
3. Чувство никчёмности или чрезмерное чувство вины.
4. Снижение интереса или удовольствия почти от всех видов деятельности
5. Усталость или потеря энергии.
6. Повторяющиеся мысли о смерти.

Эти симптомы должны присутствовать бо́льшую часть времени на протяжении текущего или последнего маниакального/гипоманиакального эпизода. Поведение пациента должно отличаться от обычного, что должно быть заметно окружающим.

## Клинические особенности и факторы риска
Важной составляющей смешанных состояний является тревога, которую связывают с наличием тяжёлых аффективных симптомов. Ещё Э. Крепелин, описавший смешанные состояния как неотъемлемую часть маниакально-депрессивного психоза (биполярного расстройства), характеризовал пациентов с этими состояниями как «неистово тревожных», обладающих «высоким уровнем раздражительности и ажитации».
Смешанные состояния вызывают трудности в диагностике и выборе метода лечения, часто оказываются резистентными, для них характерна связь с суицидальностью, возникновение в более раннем возрасте по сравнению с «классической» («чистой») манией или «классической» депрессией, склонность к затяжному и даже хроническому течению, к преобладанию частичных, а не полных ремиссий между приступами биполярного расстройства. Если биполярное расстройство манифестирует смешанным эпизодом, то в дальнейшем у таких пациентов отмечается преобладание депрессивных состояний, в том числе дистимии. При смешанных состояниях чаще, чем при «классической» мании и «классической» депрессии, развиваются бред и галлюцинации.
Границы между «классической» манией и смешанным состоянием нечёткие, так как депрессия часто скрывается за маниакальным фасадом и легко провоцируется ситуационными факторами. Смешанные состояния плохо распознаются врачами в клинической практике, хотя в действительности они встречаются не реже, чем «классическая» мания, к тому же манифестный маниакальный эпизод чаще оказывается смешанным, а не «чистой» манией и длится дольше по сравнению с «чистыми» маниями.
Смешанные состояния часто развиваются в подростковом и юношеском возрасте. Так, согласно данным J. Weckerly, смешанные состояния у подростков и юношей, страдающих биполярным расстройством, встречаются в ⅓ случаев. B. Geller c соавторами отмечали, что при аффективном расстройстве с началом в пубертатном возрасте удельный вес пациентов со смешанными аффективными состояниями достигает 55 % случаев. Также есть данные, что у лиц юношеского возраста, страдающих биполярным расстройством, половина всех завершённых суицидов происходит в смешанном состоянии.
К факторам риска развития смешанных состояний и клиническим особенностям пациентов с этими состояниями также относятся:
- женский пол[10];
- высокая вероятность сопутствующих психических заболеваний[10];
- преобладание в анамнезе и среди родственников пациентов смешанных и депрессивных, но не маниакальных эпизодов[10];
- некоторые неврологические проблемы (черепно-мозговая травма, эпилепсия, мигрень, неспецифические изменения на ЭЭГ)[10];
- тяжёлые и неоднократные психические травмы в анамнезе[10];
- суицидальные попытки в анамнезе[10];
- применение антидепрессантов при биполярной депрессии[12]:320[13];
- бесконтрольный приём психотропных средств (антидепрессанты, бензодиазепины)[10];
- злоупотребление психоактивными веществами (каннабиноиды, психостимуляторы, алкоголь, седативные средства)[10].

## Лечение
При лечении смешанных состояний применяются нормотимики (атипичные антипсихотики, противосудорожные препараты и литий), иногда ЭСТ. Антидепрессанты не рекомендуется использовать при смешанных состояниях, так как они могут усилить симптомы мании и при этом недостаточно эффективны для купирования депрессивных симптомов. У пациентов со смешанной депрессией антидепрессанты могут усилить проявления смешанной депрессии, усилить возбуждение, которое является основным фактором суицидального поведения, — иначе говоря, могут создать предпосылки для формирования суицидальных тенденций; также они могут вызвать маниакальное состояние. Монотерапия антидепрессантами у пациентов со смешанными состояниями нередко вызывает резистентность к лечению, снижает вероятность терапевтического эффекта последующего лечения нормотимиками и приводит к годам ненужных страданий.
В связи с этим очень важна дифференциальная диагностика униполярной депрессии и смешанной депрессии. Необходимо, чтобы пациенты с большим депрессивным расстройством были ещё до начала лечения оценены на наличие у них каких-либо симптомов (гипо)мании и на наличие в семейном анамнезе расстройств настроения, включая биполярное расстройство. Особенно важно проводить эту оценку ещё до начала монотерапии антидепрессантами у детей и подростков с депрессией.
Польза антидепрессантов при смешанных состояниях сомнительна даже в случае добавления антидепрессанта к нормотимику, к тому же даже при таком сочетании антидепрессанты могут усиливать у пациентов с этими состояниями (гипо)маниакальные симптомы, раздражительность, дисфорию и бессонницу. Тем более сомнительна польза антидепрессантов при длительном лечении, хотя у некоторых из пациентов, страдающих смешанной депрессией, они могут эффективно применяться в долгосрочной перспективе, особенно если есть сильный первоначальный терапевтический эффект или ремиссия без признаков дестабилизации настроения.
Применение нормотимиков связано со значительным риском побочных эффектов, так что необходимо информировать пациентов о возможных побочных эффектах и контролировать их возможное появление; сделать уменьшение побочных эффектов приоритетом, снижая дозы препаратов и применяя те графики их приёма, которые минимизируют их побочные эффекты (например, назначая все седативные препараты перед сном). Некоторым пациентам со смешанной депрессией требуются более низкие дозы препаратов, чем те, что используются при лечении маниакального синдрома.
При приёме нормотимиков необходимы некоторые регулярные обследования и анализы, позволяющие выявить побочные эффекты. В частности, при терапии атипичными антипсихотиками следует регулярно контролировать массу тела пациента, кровяное давление, уровень глюкозы натощак, уровень липидов натощак, уровень пролактина, а также регулярно делать ЭЭГ.
Нет единого мнения относительно возможности применения лития: он считается малоэффективным при смешанных состояниях, но также отмечается, что его всё же желательно использовать у пациентов с этими состояниями из-за его способности предотвращать самоубийства и нейропротективного действия. В целом вальпроаты при смешанных состояниях предпочтительнее лития.
Применения типичных антипсихотиков у пациентов со смешанными состояниями следует избегать по причине депрессогенного действия этих препаратов.
Дополнительно к нормотимикам могут применяться лекарственные средства, используемые для краткосрочной терапии (например, бензодиазепины), в тех случаях, когда присутствует острая тревога или появляются ранние симптомы рецидива. Снотворные средства можно добавлять в схему терапии в случае, если препараты, предназначенные для лечения аффективных расстройств, не помогают пациенту от бессонницы.
Могут применяться также психосоциальные вмешательства, особенно те, которые направлены на модификацию образа жизни, например межличностная социальная ритмическая терапия. Полезны семейное психообразование, групповое психообразование, когнитивно-поведенческая терапия.